# جینو و آشپزی ایتالیایی
جینو و آشپزی ایتالیایی (انگلیسی: Gino's Italian Escape) یک برنامه مستند آشپزی با اجرای جینو داکامپو است که از سپتامبر ۲۰۱۳ از شبکه آی.تی.وی انگلستان پخش می‌شود. در این برنامه جینو به زیباترین مناطق ایتالیا سفر می‌کند و بینندگان همزمان با دیدن مناظر زیبا و دیدنی‌های ایتالیا با بهترین غذاهای هر منطقه آشنا می‌شوند. در هر قسمت از این برنامه جینو پس از آشنایی با غذاهای محلی هر منطقه با استفاده از محصولات محلی طرز تهیه غذا را آموزش می‌دهد. این برنامه از فوریه سال ۲۰۱۵ با زیرنویس و دوبله فارسی از شبکه من‌وتو پخش می‌شود. 

## نام سری‌ها
| سری | عنوان                                   | تاریخ شروع      | تاریخ پایان    | قسمت‌ها |
| --- | --------------------------------------- | --------------- | -------------- | ------ |
| ۱   | جینو و آشپزی ایتالیایی                  | ۱۳ سپتامبر ۲۰۱۳ | ۲۵ اکتبر ۲۰۱۳  | ۶      |
| ۲   | جینو و آشپزی ایتالیایی: طعم خورشید      | ۵ سپتامبر ۲۰۱۴  | ۱۰ اکتبر ۲۰۱۴  | ۶      |
| ۳   | جینو و آشپزی ایتالیایی: جزیره‌های خورشید | ۶ نوامبر ۲۰۱۵   | ۱ ژانویه ۲۰۱۶  | ۶      |
| ۴   | جینو و آشپزی ایتالیایی: ایتالیای پنهان  | ۱۰ اکتبر ۲۰۱۶   | ۲۱ نوامبر ۲۰۱۶ | ۷      |